# Nova Delphini 2013
Nova Delphini 2013 (o PNV J20233073+2046041) è una brillante nova nella costellazione del Delfino scoperta il 14 agosto 2013 dall'astronomo giapponese Kōichi Itagaki. La nova è apparsa con una magnitudine apparente di 6.8 divenendo poi di 4.2 il 16 agosto.